# Código de Endereçamento Postal

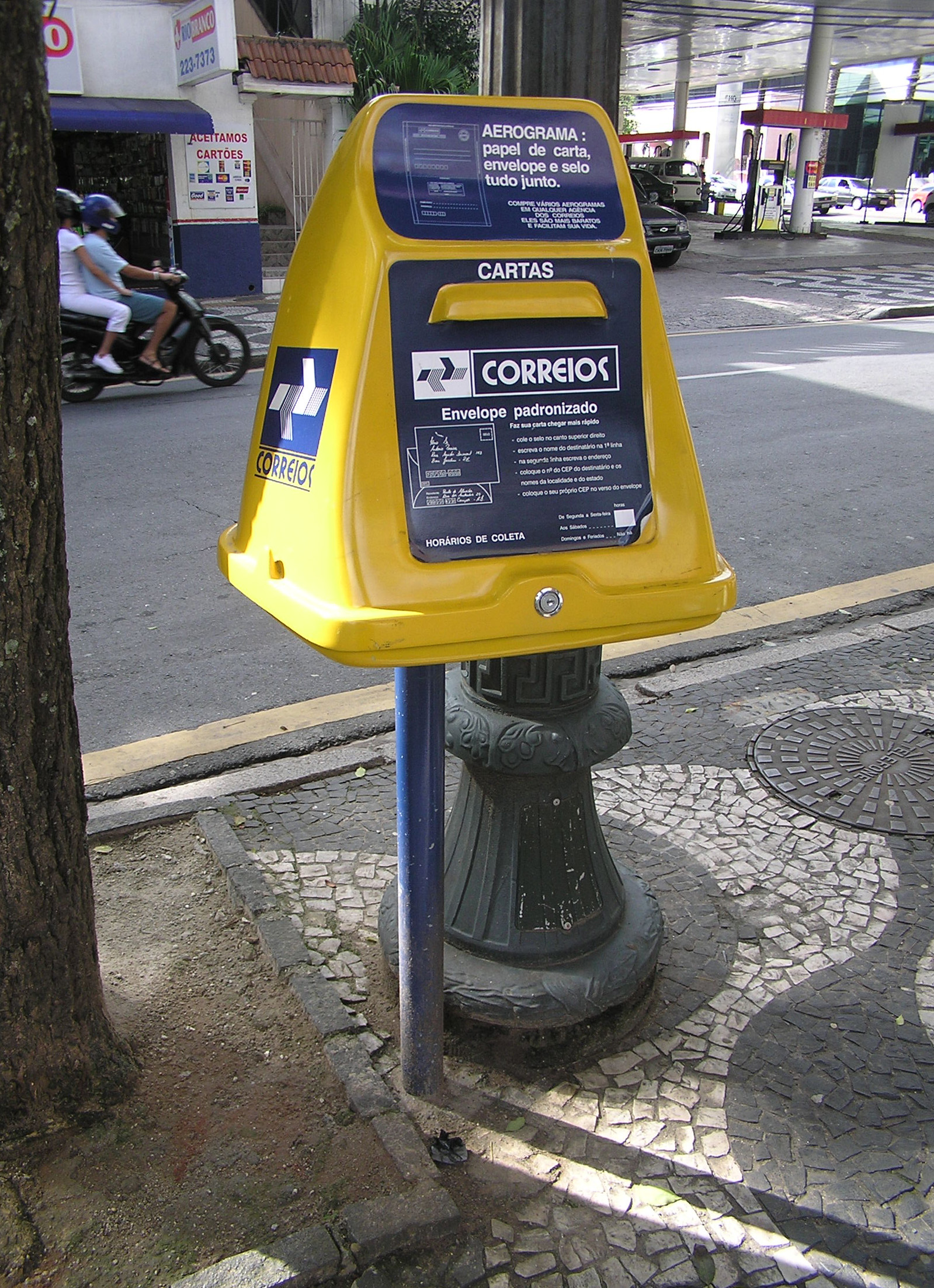
Mailbox a Curitiba, Brasil

El Código de Endereçamento Postal (CEP) fou creat amb l'objectiu d'organitzar, agilitzar i facilitar el sistema postal, localització i distribució de les correspondències de forma lògica. De 1972 fins a 1991, els codis postals de tot Brasil tenien el format xxxxx (cinc dígits). Amb l'augment de la població, el sistema de CP amb cinc dígits va començar a ser insuficient a les grans ciutats. Amb això, el 1991, els Correus van alternar el format dels codis postals de tot Brasil, que van passar a tenir vuit dígits: xxxxx-xxx (cinc dígits - guió - tres dígits).

## Estructura
Els primers cinc dígits tenen la mateixa funció vigent des dels anys 70 i 80 fins a l'actualitat: localitzar una regió, estats, municipis, districtes, barri o carrer.
El Brasil va ser dividit en deu zones postals, del 0 al 9, comptades a partir de l'estat de São Paulo en sentit contrari a les agulles del rellotge.
- 0xxxx: Gran São Paulo
- 1xxxx: Interior i litoral de São Paulo
- 2xxxx: Rio de Janeiro i Espírito Santo
- 3xxxx: Minas Gerais
- 4xxxx: Bahia i Sergipe
- 5xxxx: Pernambuco, Alagoas, Paraíba i Rio Grande do Norte
- 6xxxx: Ceará, Piauí, Maranhão, Pará, Amapá, Amazonas, Roraima i Acre
- 7xxxx: Districte Federal, Goiás, Estat de Tocantins, Rondônia, Mato Grosso i Mato Grosso do Sul
- 8xxxx: Paraná i Santa Catarina
- 9xxxx: Rio Grande do Sul